# Mutelocloeon bihoumi
Mutelocloeon bihoumi is een haft uit de familie Baetidae. De wetenschappelijke naam van de soort is voor het eerst geldig gepubliceerd in 1990 door Gillies & Elouard.
De soort komt voor in het Afrotropisch gebied.